# 김종준
김종준(金宗俊, 1952년 11월 11일 ~ )은 대한민국의 바둑 기사이다.

## 약력
부산 출신으로 1985년 롯데배 아마추어 바둑대회에서 우승했고, 1988년 프로 바둑에 입단했다. 1990년 제2기 동양증권배 본선과 1992년 제2기 박카스배 본선, 1993년 제29기 패왕전 본선에 진출했다. 1995년 제14기 KBS 바둑왕전, 1999년 제18기 KBS바둑왕전, 제9기 신인왕전 본선과 2000년 제5회 LG정유배, 제19기 KBS바둑왕전 본선에 올랐다. 2004년 제1기 전자랜드배 왕중왕전 봉황부 8강과 2005년 제5기 잭필드배 프로시니어기전 본선에 진출했다. 2012년 6단을 거쳐 2014년 6월에 7단으로 승단하였다. 2019년 8단으로 승단했다. 부산광역시 지역 바둑 보급 활성화로 발전하고 있다.